# Casal Imbert
Casal Imbert (auch Casale Huberti de Paci, Casale Lamberti, lateinisch Castellum Ziph, arabisch الزيب, DMG az-Zîb) ist die Ruine einer Kreuzfahrerburg in Achsiv, im heutigen Israel.
Die Burg liegt an der Mittelmeerküste, ca. 15 km nördlich von Akkon zwischen den Mündungsläufen vob Kesiv und Nachal Schaʿal (נַחַל שַׁעַל). Sie wurde um 1123 von den Kreuzfahrern des Königreichs Jerusalem zur Sicherung von Akkon gegen das damals noch sarazenische Tyrus errichtet. Nachdem Tyrus schon 1124 erobert worden war, büßte die Burg an Bedeutung ein.
Anfang des 13. Jahrhunderts gelangte die Burg in den Besitz des Deutschen Ordens. Im Mai 1232 errangen hier die Truppen des kaiserlichen Statthalters Richard Filangieri einen Sieg gegen die aufständischen Barone unter Johann von Ibelin (siehe Lombardenkrieg).